# 莫尼卡·斯皮尔·莫茨
莫尼卡·斯皮尔·莫茨（西班牙語：Mónica Spear Mootz，1984年10月1日—2014年1月6日），生于委内瑞拉苏利亚州，选美冠军出身的委内瑞拉模特、演员，2004年委內瑞拉小姐。

## 早年
莫尼卡母亲家族为德国血统，父亲家族来自英国。在她母亲英格丽于2000年从委内瑞拉石油公司退休之后，他们全家搬到美国佛罗里达州的奥兰多；她的父亲拉斐尔是西门子西屋电气项目工程师。她在中佛罗里达大学中获得戏剧学士学位，并精通英语、法语和西班牙语。

## 成名

### 选美冠军
2004年，莫尼卡回国，参加委内瑞拉小姐选举，并取得优胜。次年，她代表委内瑞拉，参加2005年环球小姐选美，并获得第五名，这是22年来第一次。她的表姐琼西·尼基塔·马克斯·斯皮尔也是一位委内瑞拉模特。

### 模特及演员
从模特行业退休后，斯皮尔成为委内瑞拉电视剧中最成功的女演员之一。
她首先出演了RCTV的电视剧，其中扮演一名与白血病作斗争的高中学生。这个电视剧在委内瑞拉非常成功并进入南美，也被美国未来电视转播。2008年6月，她嫁给了一个英国商人，托马斯·亨利·贝利（Thomas Henry Berry），一年后她生了一个女儿（Maya Spear）。尽管这段婚姻只保持了四年，但两人在2013年离婚后，仍然保持友好关系。
2010年，她在委内瑞拉电视台的电视剧《完美女人》（La Mujer Perfecta）中出演并担任女主角。之后她取得美国国籍，迁居美国迈阿密，出演德莱门多影视公司的电视剧《野花》（Flor Salvaje）的女主角。

## 早逝
2013年年底，斯皮尔和前夫以及5岁的女儿一起回国度新年圣诞假。2014年1月6日晚，他们在返回首都加拉加斯的高速公路上行驶时，车胎突然被路面上的尖锐物体刺破，于是不得不停车等待前来抢修的拖车。拖车抵达后，他们装卸完成，正准备起程时，忽然出现5名歹徒，朝他们连开数枪。汽车玻璃窗被枪弹击碎，斯皮尔夫妇当场中弹身亡，他们的女儿则腿部受伤，但经过治疗已无碍，由祖父母照顾；而歹徒随后逃离现场。 
事件引起了委内瑞拉全国震动，总统尼古拉斯·马杜罗称此事为“屠杀”（massacre），要求委内瑞拉刑事侦探局迅速赶赴现场进行刑事勘探和调查。他们发现中年妇女夏娃将一架专业数码摄像机卖给一名叫达尼洛的“大胖子”，而这正是莫尼卡夫妇在度假旅行中所使用的那架摄像机。警方抓住这一线索，迅速将涉案的7名犯罪嫌疑人全部抓获。除夏娃外，其余犯罪嫌疑人的年龄在15岁至26岁，他们是团伙作案。

## 作品
| 年代      | 作品               | 角色                                        | 备注     |
| --------- | ------------------ | ------------------------------------------- | -------- |
| 2006      | 《鄙视》           | Tamara Campos                               | 反派角色 |
| 2007      | 《我的表妹西亚拉》 | Graciela Andreína Zambrano Ávila "La Ciela" | 女主角   |
| 2009      | 《月亮街，朝阳街》 | María Esperanza Rodríguez                   | 女主角   |
| 2010–2011 | 《完美女人》       | Micaela Gómez                               | 女主角   |
| 2011–2012 | 《野花》           | Amanda Monteverde "Flor Salvaje"            | 女主角   |
| 2013      | 《禁止激情》       | Bianca Santillana                           | 女主角   |